# Brevipalpus ewpristori
Brevipalpus ewpristori är en spindeldjursart som beskrevs av De Leon 1960. Brevipalpus ewpristori ingår i släktet Brevipalpus och familjen Tenuipalpidae. Inga underarter finns listade.